# Minorat
Das Minorat (von lateinisch minor „kleiner, geringer“) oder Juniorat („jünger“) bezeichnet eine Erbfolge, nach welcher die Vererbung über das jüngste Kind geregelt wird und nur der nächste männliche Verwandte oder – bei gleichem Verwandtschaftsgrad – der Jüngste zur Erbschaft berechtigt ist. Gibt es keinen männlichen Erben, hat die jüngste Tochter den Vorzug, oder die älteste Tochter in Regionen, die von der Kirche verwaltet wurden. Das Minorat entstammt dem alten Höferecht. Im Gegensatz dazu steht das Majorat, bei dem alleine der Älteste das Erbe antritt.
Eine Erbregelung, bei welcher der/die Letztgeborene alles erbt, wird als Ultimogenitur bezeichnet („Letztgeborenen-Nachfolgeordnung“).
Ein Minorat fand sich beispielsweise im Kanton Bern (Schweiz), aber auch in Sachsen, wo jeweils der jüngste Sohn den elterlichen Bauernhof übernahm.
Die Eigentumsordnung für die Grafschaft Ravensberg vom 8. November 1669 bestätigt das Anerbenrecht als althergebrachtes Jüngstenrecht. Falls ein Sohn nicht erben kann, tritt die jüngste Tochter an die Stelle; Kinder erster Ehe gehen denen anderer Ehen in der Erbfolge vor.
Im hochstift-augsburgischen Amtmannamt Pfronten erhielt vor 1800 zunächst immer der jüngste Sohn den Hof. Gab es keinen männlichen Erben, dann hatte die älteste Tochter den Vorzug. Diese Regelung ist 1840 „nach uraltem Landbrauch“ auch für die ehemals montfortische Grafschaft Rothenfels (Immenstadt) bezeugt.
1864 wurde im heutigen Mecklenburg-Vorpommern in der Gemeinde Kartlow die Einrichtung eines Familienfideikommisses nach englischem Vorbild als Minorat durch die preußische Regierung genehmigt. 1870 wurde damit der Titel „Graf von Cartlow“ verbunden, der nur dem Fideikommissherrn zustand.
In den 1930er Jahren wurde bei den Łódźer Deutschen in Polen das bis dahin übliche Anerbenrecht mit Minorat vielfach aufgegeben und zu einer Realerbteilung übergegangen.